# Stegobium paniceum
Vrillette du pain, Vrillette boulangère, Stégobie des pharmacies
Vous lisez un « article de qualité » labellisé en 2013.
Pour les articles homonymes, voir Vrillette.
Genre
Espèce
Stegobium paniceum, en français la vrillette du pain, vrillette boulangère ou stégobie des pharmacies, est une minuscule espèce d'insectes coléoptères de la famille des Anobiidae, la seule du genre monotypique Stegobium.
Elle fut décrite pour la première fois, en 1758, par Carl von Linné, sous le protonyme de Dermestes paniceus. Les anglophones l’appellent communément « coléoptère des drugstores » (Drugstore beetle).
Cosmopolite, Stegobium est présent surtout dans les climats chauds et dans les bâtiments chauffés. Il peut infester une grande variété de produits secs alimentaires, d'origine végétale ou animale, et non alimentaires, comme des livres, des collections biologiques ou des œuvres d'art, avec une préférence pour les substances amylacées. Des traitements physiques, chimiques ou biologiques peuvent être appliqués, à titre curatif, pour l'éliminer ou, à titre préventif, pour réduire les risques d'infestation en contrecarrant son accès aux endroits susceptibles d'accueillir les pontes.
La vrillette du pain est une espèce proche de la petite vrillette (Anobium punctatum), insecte ravageur du bois, qui s'en distingue par sa teinte nettement plus foncée et sa tête capuchonnée. Elle est parfois confondue avec la vrillette du tabac (Lasioderma serricorne) qui s'attaque également aux stocks de denrées alimentaires ; ces deux espèces peuvent être différenciées par l'aspect de leurs antennes et de leurs élytres.

## Description
Les adultes possèdent un corps cylindrique, brun jaune à brun rouge ou marron foncé, long de 1,6  à   3,7 mm, recouvert de très fines soies couchées. La tête est plus ou moins masquée par le premier segment du thorax (corselet). Les antennes sont formées de onze articles, les trois derniers en forme de massue. Les élytres, ornés de poils jaunâtres à grisâtres, sont parcourus de lignes longitudinales de ponctuations régulières profondément enfoncées.

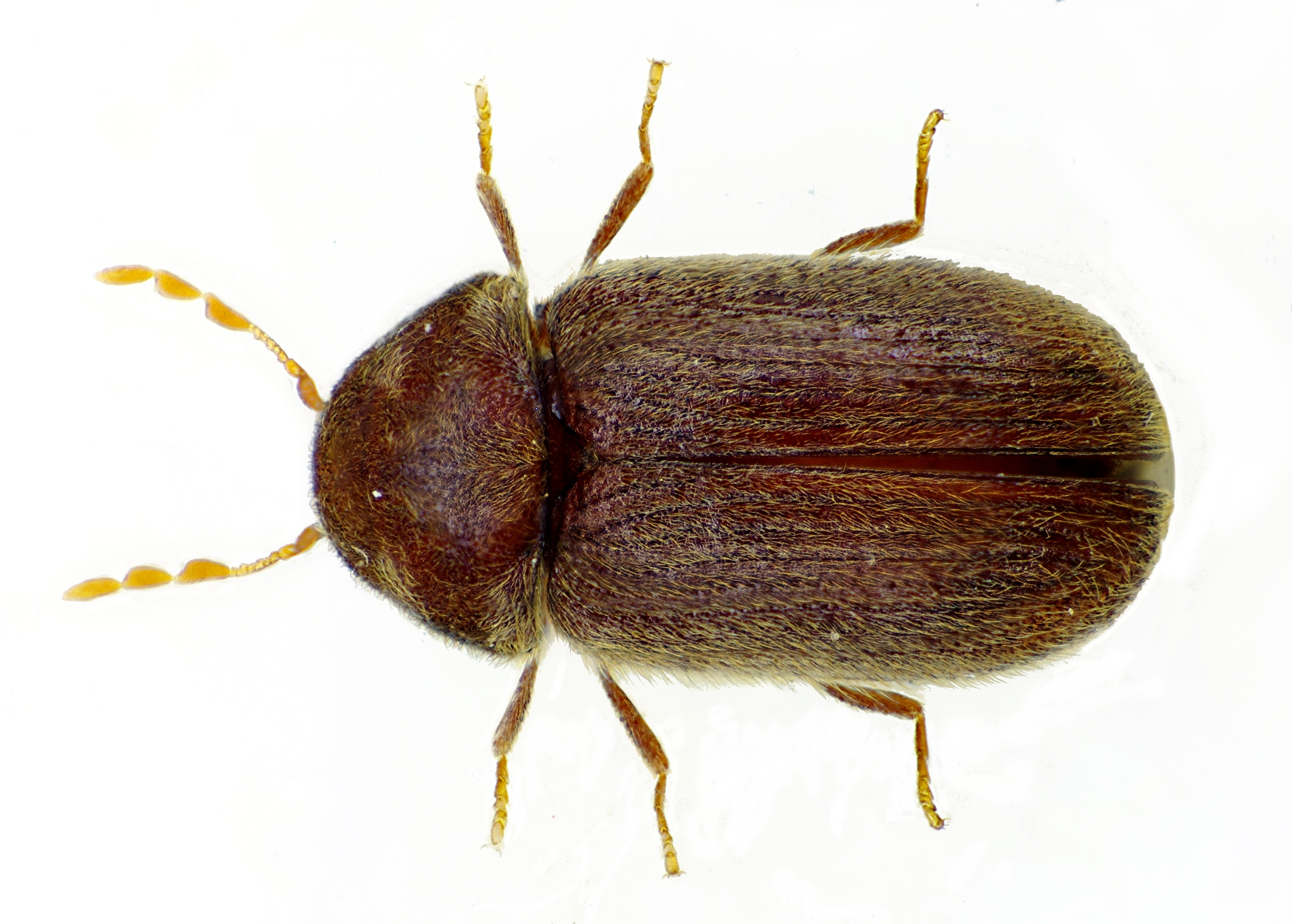
Vue dorsale
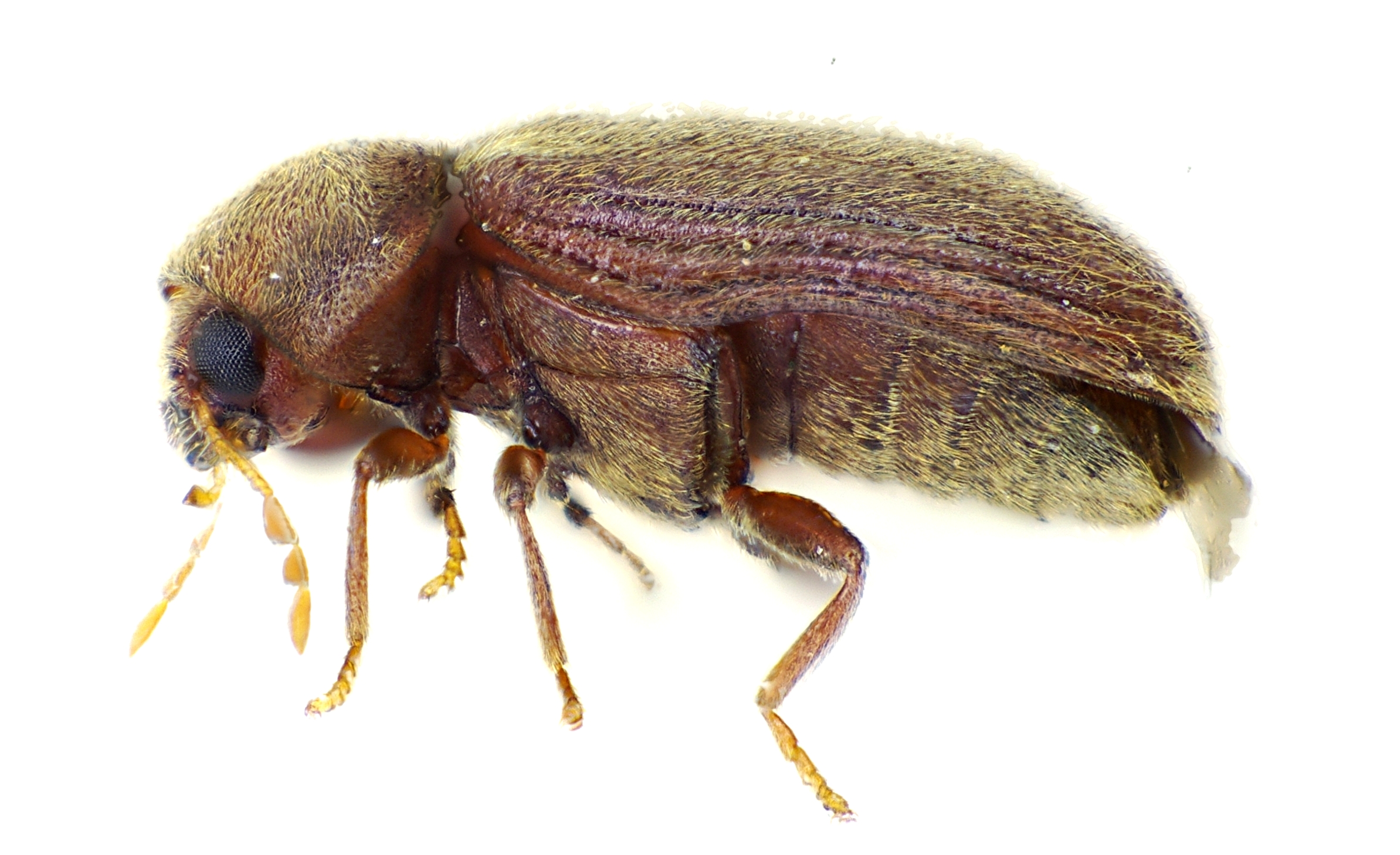
Vue latérale
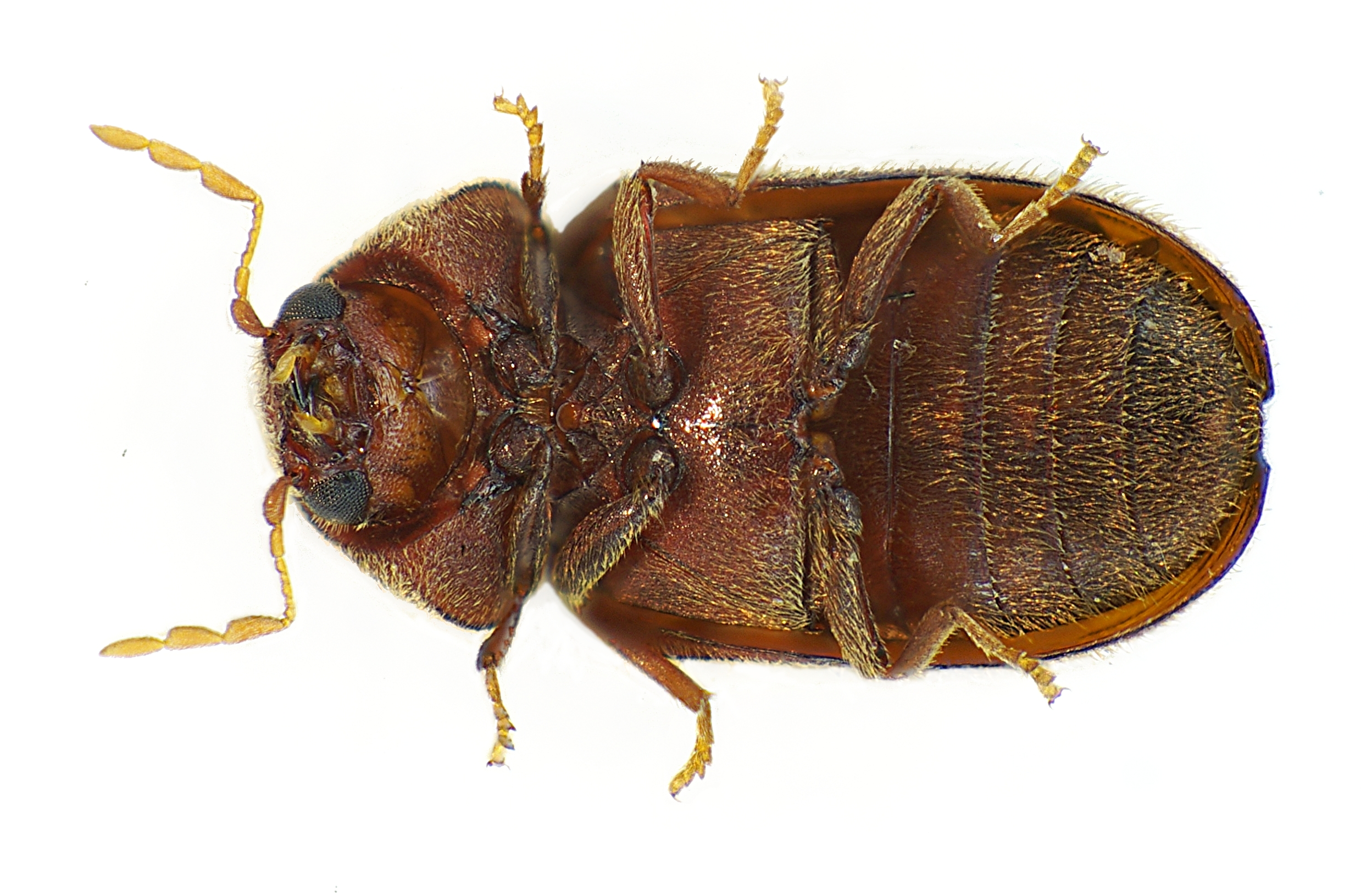
Vue ventrale
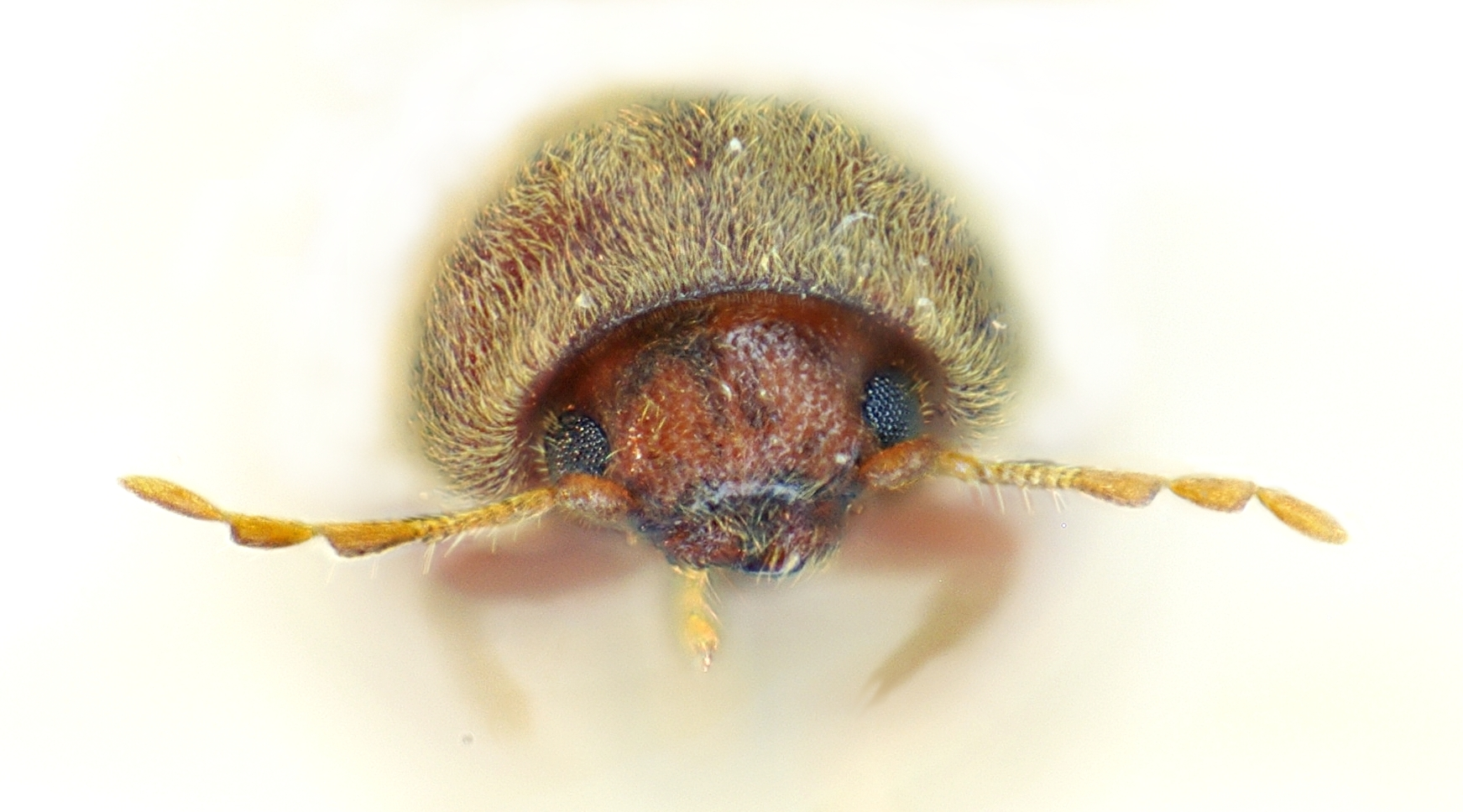
Vue de face

Les larves ont une tête brunâtre et un corps cylindrique, recourbé en forme d’arc, blanchâtre et luisant, s'assombrissant avec l'âge, avec une pilosité dense formée de fines soies dorées et dressées, des aspérités sur la face dorsale de l'abdomen et des stigmates discrets en forme de « 7 ». Elles sont pourvues de six pattes et d'une espèce de ventouse abdominale qui les rendent mobiles et leur longueur varie de 1,5  à   3,5 mm en fin de développement,. C'est à partir du stade prénymphal que le mâle, plus petit, peut être différencié de la femelle.
La nymphe, blanche elle aussi, mesure de 1,2  à   3,3 mm de long.
Les caractères suivants permettent de distinguer Stegobium paniceum de Lasioderma serricorne, la vrillette du tabac, avec lequel il est parfois confondu, les deux espèces s'attaquant aux mêmes denrées :
- à l'état adulte, Stegobium paniceum a des antennes terminées par trois articles en forme de massue, et des élytres avec des lignes longitudinales de ponctuations leur donnant un aspect strié, tandis que les antennes de Lasioderma serricorne sont en dents de scie et ses élytres très finement ponctués paraissent lisses[5],[3] ;
- la larve de Stegobium paniceum a de courts setæ, des stigmates en forme de « 7 » et des aspérités sur la face dorsale de l'abdomen ; la larve de Lasioderma serricorne a de plus longs setæ, des stigmates de forme ronde à ovale et n'a aucune aspérité sur la face dorsale de l'abdomen[2].

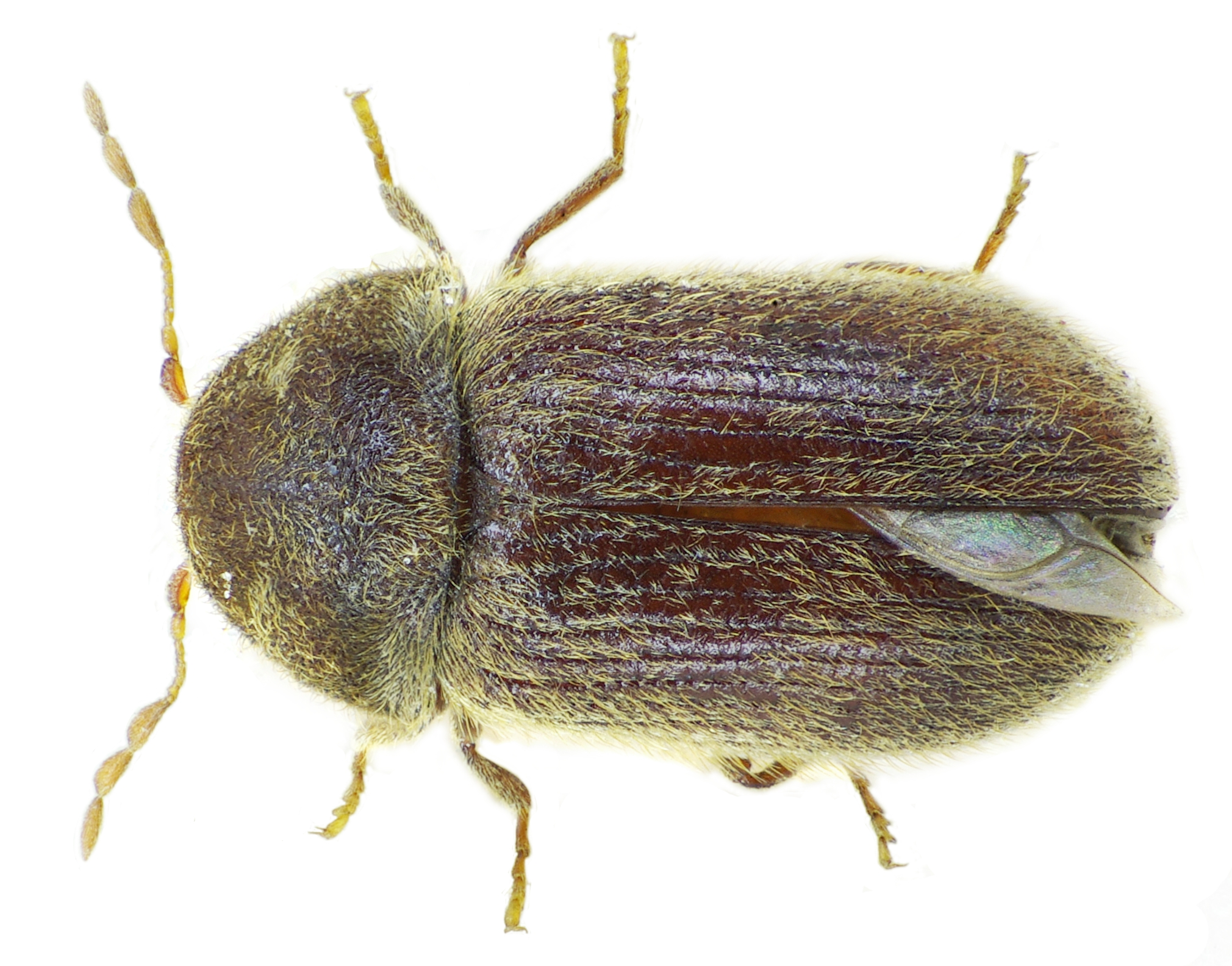
Stegobium paniceum adulte
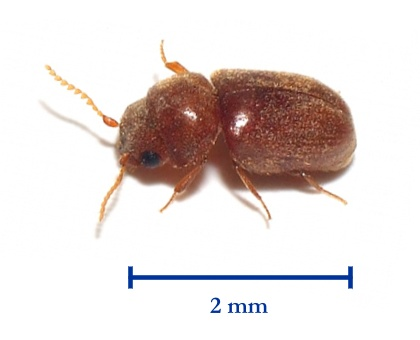
Lasioderma serricorne adulte
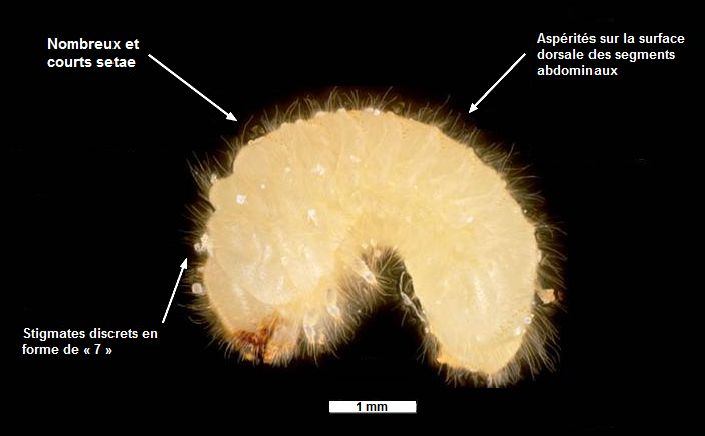
Stegobium paniceum larve
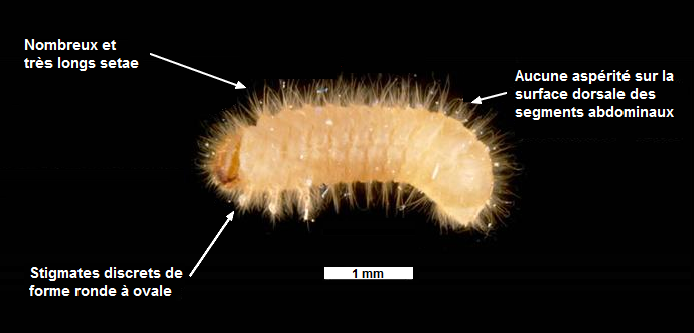
Lasioderma serricorne larve

## Systématique, taxinomie et dénominations

### Nom accepté
L'espèce Stegobium paniceum a été décrite par le naturaliste suédois Carl von Linné en 1758, dans le genre Dermestes, sous le nom initial de Dermestes paniceus.
Elle a été transférée dans le genre Anobium en 1790 par l'entomologiste français Guillaume-Antoine Olivier. En 1860, l'entomologiste russe Viktor Motchoulski en fait le type du nouveau genre Stegobium qu'il décrit pour  distinguer du genre Anobium « les espèces à corps un peu raccourci et ovalaire et à corselet large, arrondi postérieurement ».
Les genres Artobium, créé par Mulsant & Rey en 1863, et Sitodrepa, créé par Thomson aussi en 1863, sont des synonymes de genre acceptés.
Les genres Autobium, créé par Reiter en 1901, Litropeda, par Stebbing en 1914 et Sidrotepa par Bosq en 1934 sont des erreurs orthographiques et ne sont donc pas des noms valides.

### Synonymes
Selon Fauna Europaea les synonymes valides de Stegobium paniceum sont :
- Dermestes paniceus Linnaeus, 1758[13] (protonyme)
- Anobium ferrugineum Herbst, 1783[14]
- Ptinus testaceus Thunberg, 1784[15]
- Ptinus upsaliensis Gmelin, 1790[16],[17]
- Anobium minutum Fabricius, 1792[18]
- Ptinus rubellum Marsham, 1802[19]
- Ptinus tenuicorne Marsham, 1802[20]
- Anobium villosum F.V. Melsheimer, 1806[21],[note 1]
- Anobium tenuestriatum Say, 1825[22]
- Anobium ireos Villa & Villa, 1833[23]
- Anobium obesum F.E. Melsheimer, 1845[24],[note 2]
- Anobium nanum Küster, 1849[25]
- Sitodrepa panicea Thomson, 1863[26]
- Cis bonariensis Steinheil, 1873[27]
- Cis striatopunctatus Steinheil, 1873[27]

### Étymologie et dénominations
Le nom générique Stegobium est issu du grec ancien στέγος, stégos, « toit », et βίος, bíos, « vie ». L'épithète spécifique paniceus dérive du latin panis, « pain ».
En français, Stegobium paniceum est appelé vrillette du pain ou vrillette boulangère, transpositions de l'épithète spécifique liée à sa prédilection pour les produits à base d'amidon comme le pain. Les dénominations en allemand (Brotkäfer), en anglais (Bread beetle), en espagnol (carcoma del pan) en italien (anobio del pane) et en néerlandais (broodkever) ont la même origine, les termes Brot, bread, pan, pane, brood signifiant tous « pain ».
D'autres noms, en français Stégobie des pharmacies, en anglais Drugstore beetle ou en espagnol gorgojo de las drogas, évoquent son appétence pour les épices ou les plantes séchées.
On trouve également le nom de « vrillette petite ».

## Bioécologie

### Distribution
Stegobium paniceum est une espèce d'origine paléarctique, devenue  cosmopolite, puisqu'elle est présente dans toutes les écozones. Moins abondant que Lasioderma serricorne dans les régions tropicales, il montre une préférence pour les régions tropicales et subtropicales ou les bâtiments chauffés dans les climats tempérés, mais il résiste relativement bien au froid.
Il est signalé en Europe, en Afrique du Nord (Égypte), en Asie du Nord et du Sud-Est (mais pas en Chine), en Océanie (Australie et Nouvelle-Calédonie), en Amérique du Nord (États-Unis et Canada) et du Sud (Argentine, Chili), ainsi qu'à Hawaï et dans les Antilles (Martinique).
Sa présence est attestée en Angleterre depuis l'âge du bronze, en Égypte et en France depuis l'Antiquité,. En Amérique et en Océanie, il est introduit et naturalisé, c'est-à-dire qu'il s'y est établi et s'y reproduit de manière durable.

### Cycle de vie

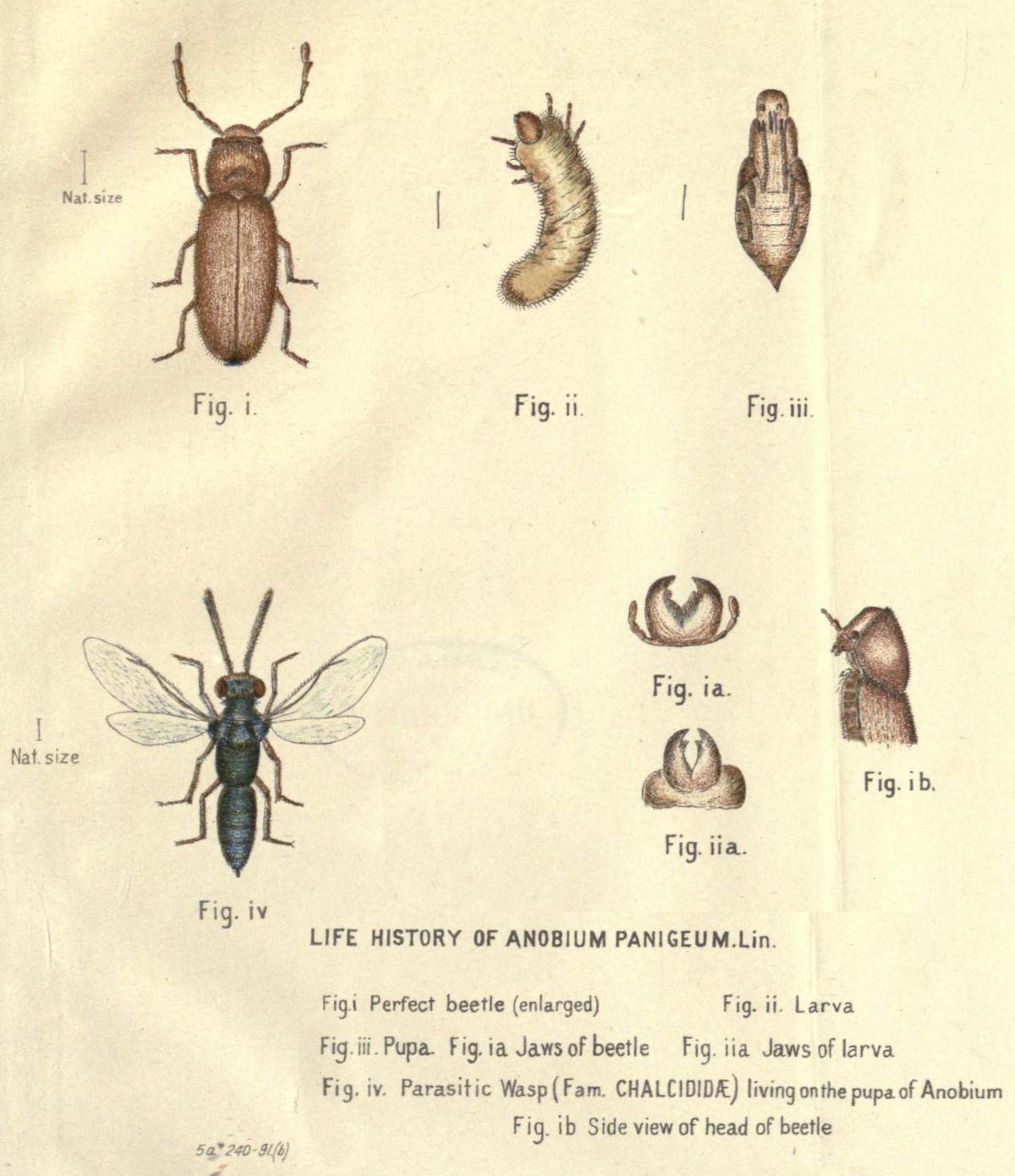
Stegobium paniceum à différents stades de développement et sa guêpe parasite (un chalcidien non identifié).

La femelle, qui sécrète une phéromone sexuelle appelée stégobinone,, pond, deux jours après l'accouplement, et pendant une vingtaine de jours, environ 40  à   60 œufs (jusqu'à 75) d'un diamètre de 0,25  à   0,35 mm, par paquets de quatre à huit œufs. Elle les fixe à l'aide de ses fèces sur un substrat, ou à proximité de celui-ci, qui servira de nourriture à la larve.
Au terme de 4  à   20 semaines (en moyenne 8 semaines), et après trois mues, la larve, qui a creusé un tunnel dans le support dont elle s'est nourrie, construit un cocon de couleur blanchâtre, fait de minuscules particules de ce support, et se nymphose.
Le stade nymphal, durant lequel l'insecte se liquéfie littéralement sous la protection du cocon, dure de 12  à   18 jours en fonction de la température et de l'humidité.
Après la dernière mue, l'imago s'envole, entre avril (pour le 1er cycle de reproduction) et septembre (pour le dernier cycle observé) dans l'hémisphère nord et en milieu naturel, laissant dans le substrat une galerie se terminant, à la surface, par un trou d'envol d'un diamètre de 1  à   1,5 mm. Les femelles adultes vivent entre 13  et   65 jours ; leur durée de vie moyenne est de 29 jours, celle du mâle de 18 jours.
La durée du cycle, de 2  à   7 mois, dépend de la température (entre 15  et   34 °C, optimum vers 30 °C), du taux d'humidité et de l'alimentation. Quatre cycles de reproduction peuvent avoir lieu au maximum en un an. À la seconde génération, les femelles pondent dans les cocons vides, permettant ainsi aux larves de s'enfoncer de plus en plus profondément dans le substrat.
Stegobium paniceum vit en symbiose avec, dans son cæcum, une levure (Symbiotaphrina buchneri) de la division des Ascomycota qui produit des vitamines du groupe B, des stérols et des antitoxines contre certaines substances toxiques pour son hôte. Cette levure, déposée sur les œufs lors de leur passage dans l'oviducte, est consommée par les larves au moment de l'éclosion. Elle leur permet, ainsi, de survivre sur de nombreux aliments et autres substrats de faible valeur nutritive.

### Habitat et régime alimentaire
Les recherches en archéoentomologie montrent que la vrillette du pain est de longue date une espèce synanthropique.
Du pain d'Amidonnier (Triticum dicoccum) infesté par Stegobium a été retrouvé dans des tombes égyptiennes datant d'environ 2050 av. J.-C. La vrillette du pain a aussi été trouvée dans du grain de Triticum sp. dans d'autres tombes de la même époque et dans des offrandes dans le tombeau de Toutânkhamon.
Au XIXe siècle la vrillette du pain est redoutée des armateurs pour les ravages qu'elle cause dans les provisions de biscuits de mer.
C'est une espèce commune dans la nature, qui s'introduit fréquemment dans les maisons, entrepôts et musées, où elle se nourrit essentiellement de produits amylacés. Elle peut ainsi infester des stocks d'une large gamme de marchandises et matériaux : vivres, cellulose, produits pharmaceutiques… Elle mange du pain, des biscuits, de la farine, du chocolat, des épices, du café, de la farine de viande ou de poisson, du poisson fumé, des moules séchées, de la nourriture pour chien, mais aussi du cuir, de la laine, des cheveux, des oreillers de plume, des objets en bois, du papier, des livres, de la colle de farine ou d'os, des collections d'herbier et des insectes morts ; elle est capable de perforer de fines feuilles d'étain, d'aluminium ou de plomb pour les traverser et accéder à sa nourriture,. Elle peut ingérer de la strychnine, des appâts pour rongeurs et de la pyréthrine.
On la trouve aussi dans les nids de pigeons, ainsi que dans les ruches où elle se développe dans le couvain plâtré, c'est-à-dire dans les larves momifiées par Ascosphaera apis.
Contrairement à Lasioderma serricorne, Stegobium paniceum ne se nourrit pas à l'état adulte, ; la larve seule est polyphage, avec une préférence pour les produits amylacés et secondairement le bois (xylophage), et psichophage : elle se nourrit de miettes et débris de produits secs d'origine végétale ou animale.
Les adultes comme les larves sont lucifuges, c'est-à-dire qu'ils fuient la lumière.

### Parasites et prédateurs
Au stade prénymphal, les larves peuvent être parasitées par un chalcidien de la famille des Pteromalidae, Lariophagus distinguendus, dont la femelle perce le cocon de la vrillette pour pondre sur la prénymphe. Parmi les parasites, d'autres guêpes appartenant aux Eurytomidae et aux Bethylidae sont aussi signalées.
Les prédateurs naturels de Stegobium sont des Tenebrionidae, des Cleridae et plusieurs Carabidae. Les œufs peuvent être mangés par des acariens prédateurs.

## Dégâts et lutte intégrée

### Denrées alimentaires

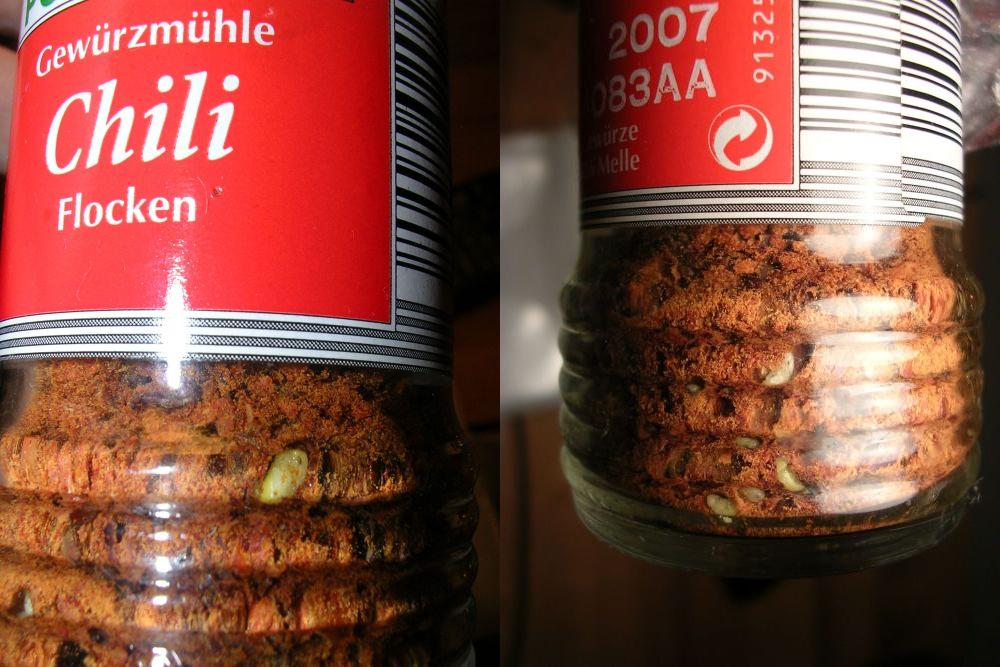
Poudre de chili infestée par des larves de Stegobium paniceum.

Les œufs de la vrillette du pain peuvent se trouver sur les denrées alimentaires ou à leur proximité, dans des fentes dans les meubles, jamais sur une surface lisse. Bien que l'ingestion accidentelle de vrillettes soit inoffensive, il est nécessaire, pour éviter toute propagation, de jeter les produits infestés. Une température de stockage inférieure à 15 °C et un taux d'humidité relative inférieur à 15 % sont conseillés pour prévenir les infestations. Des moustiquaires et des pièges à UV peuvent également être placés dans les locaux. Le temps de stockage des pâtes doit être limité et les stocks de denrées sèches doivent être régulièrement inspectés. En cas d'infestation, un traitement par fumigation ou par anoxie peut être appliqué.
La phéromone sécrétée par la femelle est utilisée commercialement dans des pièges destinés à capturer les mâles.
Dans l'échelle de gravité des principaux insectes ravageurs des grains stockés, l'Organisation des Nations unies pour l'alimentation et l'agriculture classe la vrillette du pain parmi les « ravageurs secondaires opportunistes » qui représentent un risque moindre que les ravageurs primaires.
Dans les entrepôts de grains, la lutte contre les insectes peut se faire par des moyens physiques : traitement thermique à haute température (plus de 50 °C pendant 15 minutes), ou stockage à basse température (température inférieure à 17 °C ou durant 12 semaines à −5 °C), ou par des moyens chimiques.

### Collections biologiques
La vrillette du pain est susceptible de provoquer de graves dégâts dans les collections d'herbiers de plantes à fleurs, comme de champignons, et dans les collections entomologiques et d'animaux naturalisés. À la fin du XIXe siècle et au début du XXe siècle, le sublimé corrosif a été largement utilisé pour désinfecter les collections biologiques. Vu leur toxicité, les sels de mercure et les insecticides comme le lindane ont été remplacés par un traitement au sulfure de carbone, ou par un traitement au froid (congélation), ou au contraire à la chaleur (micro-ondes). Au Jardin botanique de Meise, les herbiers sont placés pour une semaine dans une chambre de congélation ; un roulement continu permet ainsi de traiter l'ensemble de la collection en un peu plus d'un an.
Des répulsifs, comme le naphtalène ou le paradichlorobenzène, sont parfois utilisés. À l'état adulte, même s'il est lucifuge, Stegobium peut être piégé aux ultraviolets ou, pour le mâle, à l'aide de pièges à phéromones.
L'utilisation de sacs en Tyvek pour stocker les herbiers à court terme a aussi été testée et semble une piste intéressante.

### Bibliothèques et archives

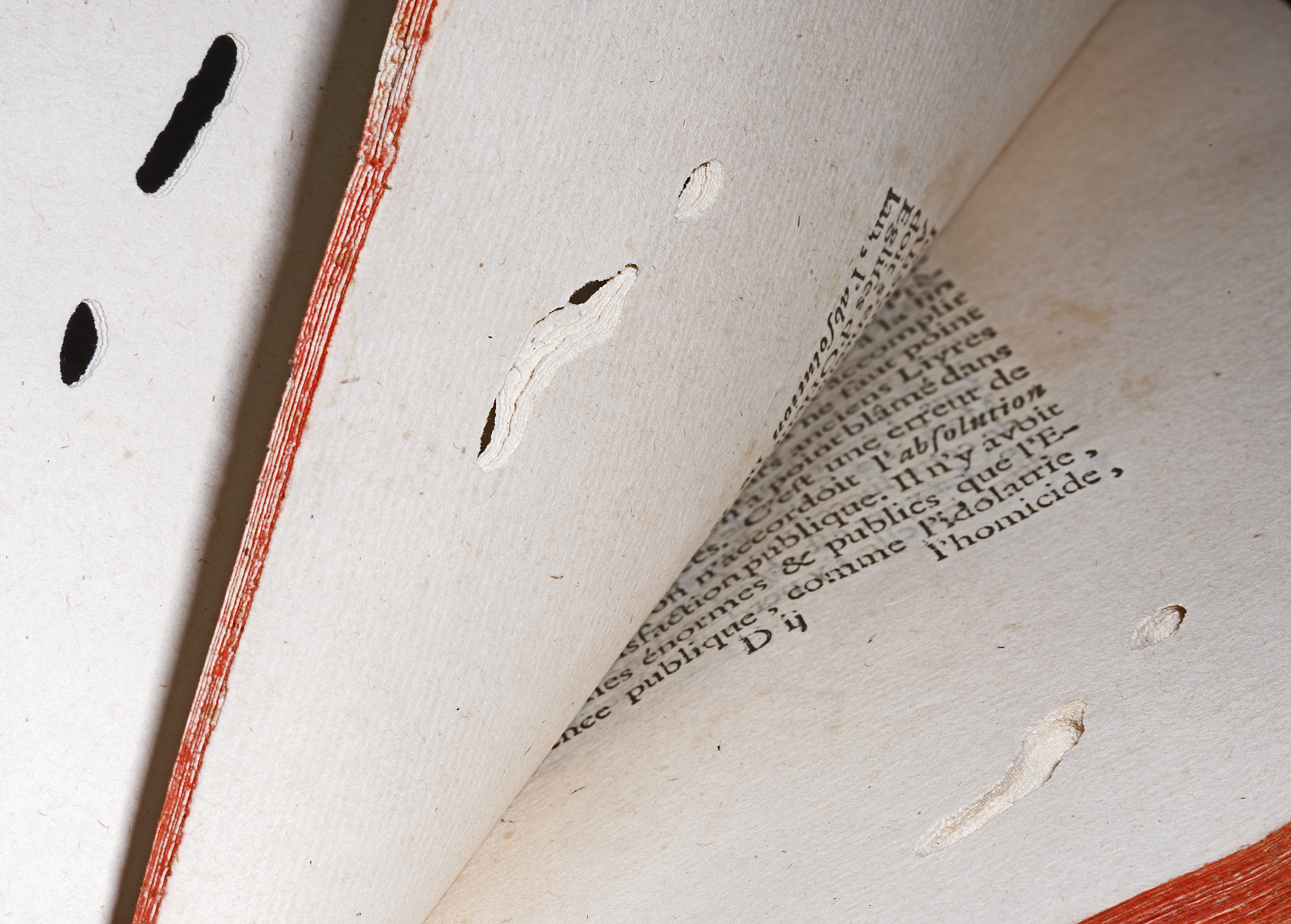
Dégâts d'une larve dans un livre du XVIIIe siècle.

L'infestation des bibliothèques et archives, connue depuis Aristote, peut constituer une véritable peste. La larve de la vrillette du pain, qui fait partie de ce qu'on appelle « les vers des livres », creuse des galeries qui traversent les pages et ressort du volume par les plats ou par le dos de la reliure, où elle est attirée par la colle d'amidon. Seuls les livres montrant de petits trous ronds avec des traces de poudre aux environs doivent être traités. Les dégâts plus anciens, sans activité récente d'insectes, repérables à la teinte noire des trous et à l'absence de poudre, ne nécessitent plus aucun traitement.
La présence des vers est souvent liée à un taux d'humidité élevé et un simple déménagement dans des locaux plus secs (environ 50 % d'humidité relative) ou le placement de ventilateurs peuvent suffire à éliminer les insectes, mais la fumigation sous vide au moyen de gaz toxiques est parfois nécessaire pour venir à bout de l'infestation. Le dichlorvos en aérosol est efficace pour réduire la population d'adultes ; une méthode biologique consiste à lâcher régulièrement le parasite naturel de l'espèce, Lariophagus distinguendus. C'est cette dernière technique qui a été utilisée en Allemagne pour éliminer les vrillettes du pain installées dans les incunables de la bibliothèque de Halle, ainsi qu'aux Archives de l'État à Augsbourg.

### Musées et œuvres d'art
Dans les musées, Stegobium peut infester des matériaux très diversifiés : rentoilage et bordage des peintures sur toile à base de colle de farine, documents sur papier, reliures en cuir et en peau de porc, objets ethnographiques à base d’épices, de céréales et de végétaux, objets contenant des farines, des graines (blé, riz…), et objets à base de matières animales (laine, poils, cheveux…). La distinction entre des infestations anciennes, contemporaines des objets ou survenues lors de leur transport, et des infestations récentes est parfois délicate.
Au début des années 1990, l’infestation de plusieurs tableaux au musée des beaux-arts de Marseille a été mise en évidence. Il s'est avéré que les larves de Stegobium se nourrissaient de la colle de farine utilisée par les restaurateurs pour le rentoilage des tableaux. Un portefeuille pédagogique décrit la problématique et propose des mesures préventives de conservation ainsi que différentes techniques de destruction. Une surveillance accrue des locaux au printemps et en été, doublée d'un entretien quotidien, comportant le dépoussiérage à l’aide d'un aspirateur muni d’une cartouche de filtration absolue des particules (filtre HEPA) est à la base de la prévention. La première technique de destruction consiste à placer les œuvres, avec des sachets d'absorbeurs d'oxygène, dans des enveloppes étanches en aluminium protégé par des films souples, durant 5 semaines. Elle est appelée anoxie statique ou privation d’oxygène par absorbeurs. La seconde est dite anoxie dynamique, puisque l’air est progressivement chassé de l’enveloppe et remplacé par de l’azote. Le Centre interdisciplinaire de conservation et restauration du patrimoine de Marseille a lancé en 2004 un programme d'étude de l'ensemble des facteurs qui sont à l'origine des dégradations.
La lutte biologique est aussi testée dans les musées. C'est ainsi qu'au Kunsthistorisches Museum de Vienne des lâchers de Lariophagus distinguendus ont permis d'éliminer les vrillettes s'attaquant aux rentoilages à la colle d'amidon. Les collections du musée ethnologique de Berlin, où les pièges à phéromones s'étaient avérés inefficaces, ont été traitées par des lâchers de Lariophagus, suivis d'un traitement au froid (congélation) et à l'azote.